# Bačkovský klášter
Bačkovský klášter (bulharsky Бачковски манастир, Bačkovski manastir, gruzínsky პეტრიწონის მონასტერი, Petritsonis Monasteri) je významný památník křesťanské architektury v Bulharsku. Patří k největším a nejstarším pravoslavným klášterům v Evropě. Nachází se na pravém břehu Čepelarské řeky, 189 km od Sofie a 10 km jižně od Asenovgradu. Bačkovský klášter je přímo podřízen Svatému synodu Bulharské pravoslavné církve. Je proslulý jedinečným spojením byzantské, gruzínské a bulharské kultury, které sjednocovala společná víra.

## Historie

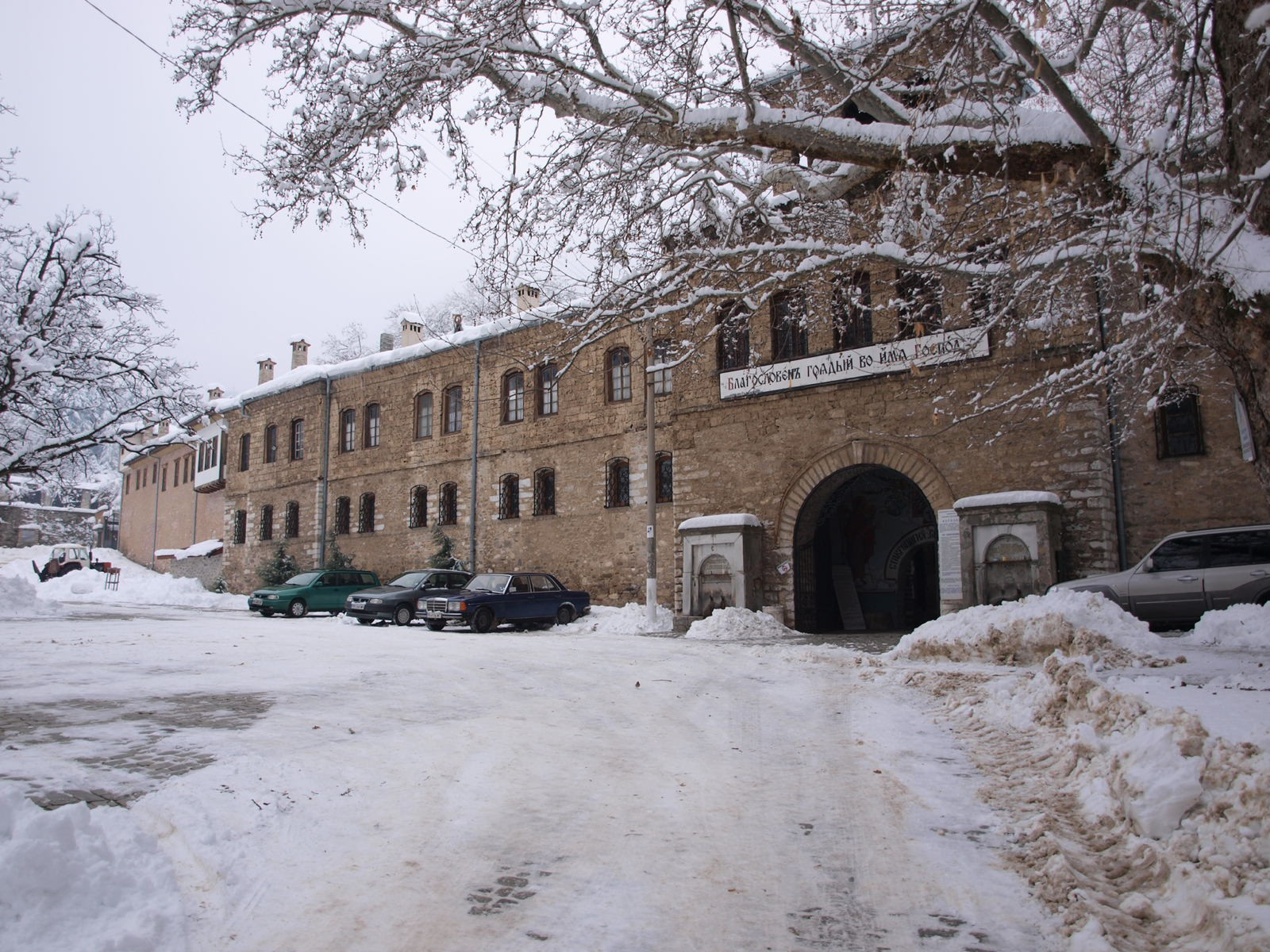
Hlavní vchod do areálu Bačkovského kláštera

Klášter založili v roce 1083 významný byzantský státník a vojenský velitel kníže Gregori Bokariani a jeho bratr Abbasi. Vznikla zde škola, kde se vyučovalo nejen náboženství, ale i matematika, historie a hudba. V 13. století ztratili zdejší gruzínští a arménští mniši chalkedonského vyznání nadvládu nad klášterem, jejich tradice se však udržely až do začátku 14. století. Arménské evangelium z 10. století, jež pochází z tohoto kláštera, se dochovalo dodnes.
V období druhé bulharské říše se zdejší klášter těšil ochraně cara Ivana Alexandra, o čemž svědčí jeho obraz v klenbě předsíně kostnice. Historici se domnívají, že zakladatel takzvané Tarnovské literární školy a poslední patriarcha středověké bulharské pravoslavné církve svatý Eutymius Tarnovský pobýval počátkem 15. století v klášteře, kam jej poslali Turci do exilu.
Přestože klášter odolal prvním vlnám tureckých nájezdů na Bulharsko, byl posléze dobyt, vydrancován a zničen. Koncem 15. století ho však Bulhaři obnovili. Refektář, jehož nástěnné malby od neznámého umělce mají značnou uměleckou hodnotu, byl rekonstruován v roce 1601 a kostel Panny Marie, jenž stojí dodnes, byl dokončen roku 1604.
Bačkovský klášter je místem posledního odpočinku patriarchů Eutymia Tarnovského (1330–1404) a Cyrila (1953–1971), prvního patriarchy obnoveného bulharského patriarchátu.

## Stavby

### Kostnice

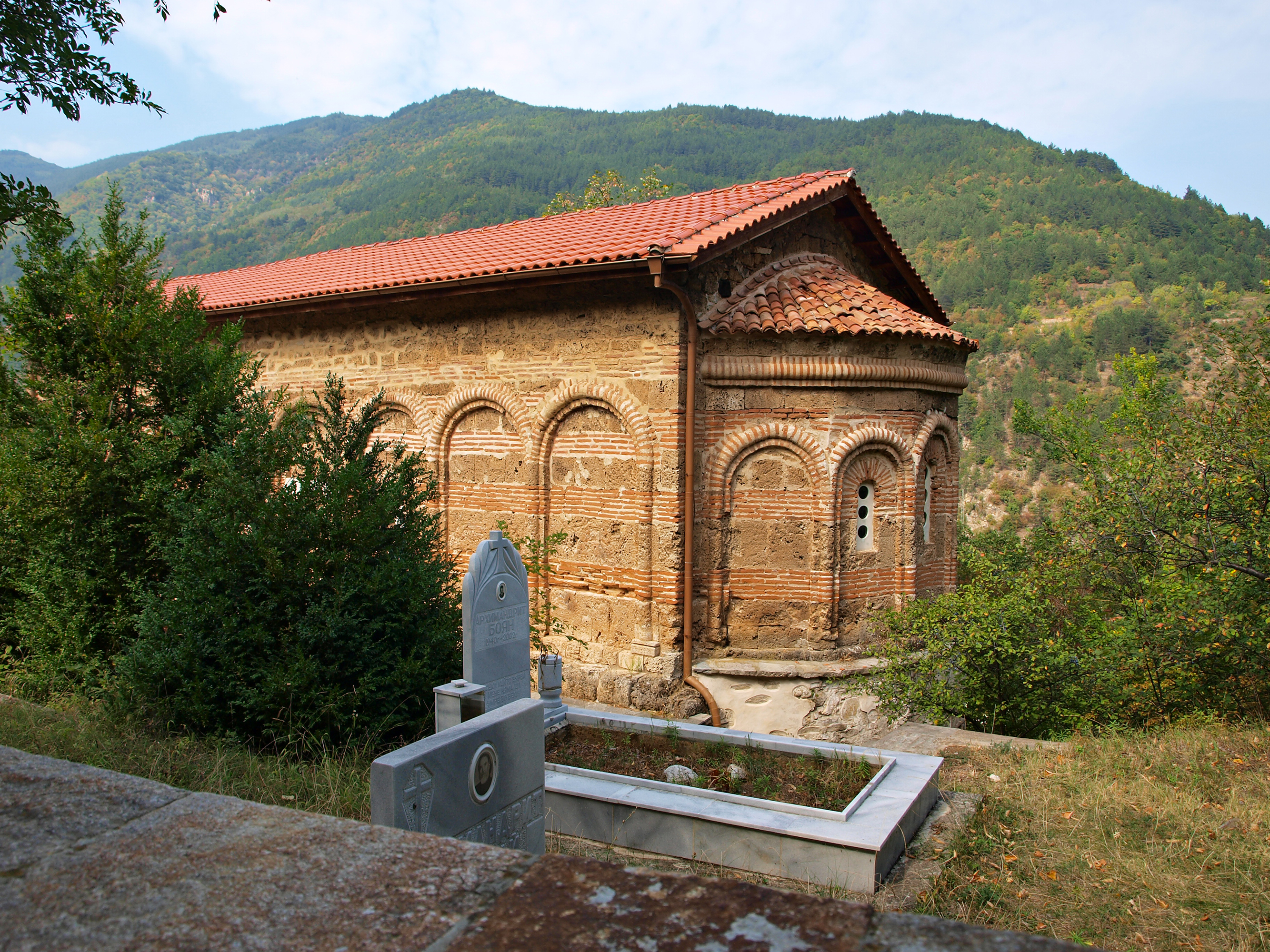
Středověká kostnice

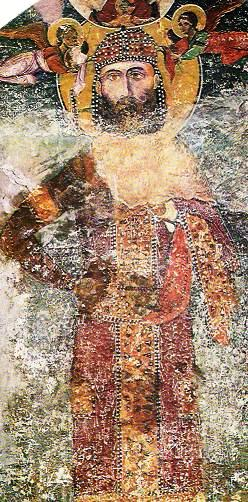
Portrét bulharského cara Ivana Alexandra ze 14. století v předsíni kostnice

Jednou z mála staveb původního kláštera, které přežily turecké řádění a dochovaly se až do dnešních dní, je kostnice z 11. století. Nachází se asi 300 m na východ od současného klášterního komplexu. Jedná se o dvoupatrovou budovu, jejíž architektonické řešení je na místní poměry dost nezvyklé, svými dvěma totožnými patry připomíná spíš syrsko-palestinské kostnice. Každé z pater má svoji předsíň, loď a apsidu. Do přízemního podlaží je zahloubena krypta se 14 pohřebními výklenky. Apsida v horním patře, známá jako kostel Svaté trojice, je zevnitř polokruhová a zvenku pětiboká se třemi okénky, jež umožňují dennímu světlu, aby osvětlilo prostor oltářního stolu. Stavba má zaklenutý strop. Kostnice představuje směs arménských, gruzínských a byzantských stavebních tradic. Fasádu rozčleňuje osm slepých výklenků a řady cihel a kamene vzájemně spojené maltou. Vnitřek budovy zdobí fresky z 12., 14. a 19. století.

### Katedrální kostel

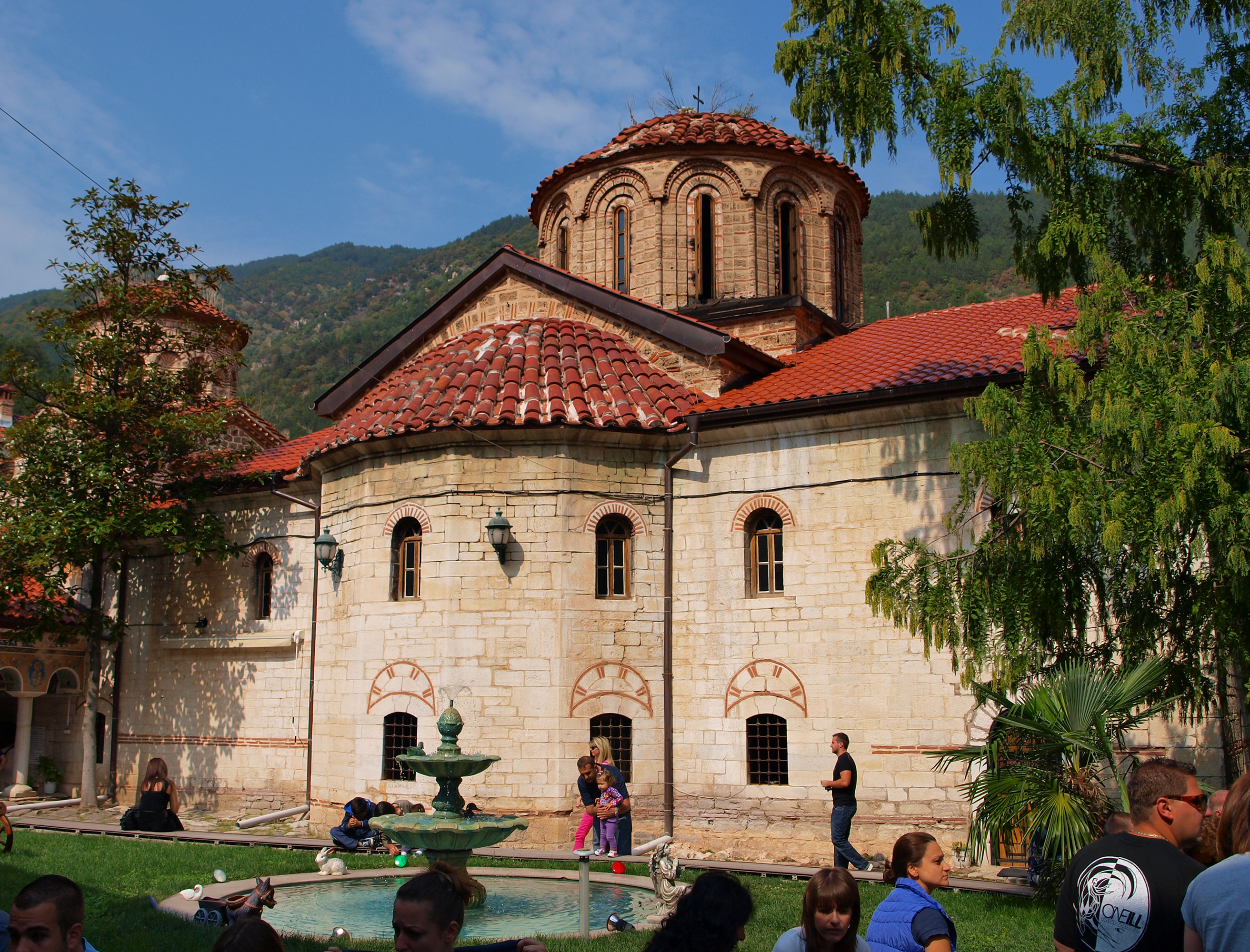
Katedrální kostel Svaté Bohorodičky Panny Marie

Katedrální kostel Svaté Bohorodičky Panny Marie (Uspenie na Presveta Bogorodica) z roku 1604 je kopulová bazilika s apsidou s bubnovou kupolí. Je zde uložena cenná ikona svaté Bohorodičky s Ježíškem, kterou sem z Gruzie přenesl zakladatel kláštera Gregori Bokariani. Podle legendy je tato ikona zázračná, což do kláštera přivádí zástupy poutníků. Kostel byl vybudován na místě nejstaršího klášterního kostela zničeného Turky. Budova přežila do dnešní doby ve své původní podobě trojlodní kopulové baziliky s půdorysem kříže a třemi pětibokými apsidami. Kupoli zakončuje pozlacený stříbrný kříž nesoucí nápis "Vždy zvítězí!" v gruzínštině. Nástěnné malby v prostorné předsíni pocházejí z roku 1643 a zobrazují podobizny mecenášů kostela Georgiho a jeho syna Konstantina, kteří patřili k významným osobnostem v Istanbulu. Fresky v chrámové lodi jsou mnohem mladší, zhotovil je roku 1850 mistr Mosko z Edirne.
Dalším lákadlem pro turisty je bohatě zdobený ikonostas, neboli stěna oddělující kněžiště (presbyterium) od chrámové lodi, pocházející z 18. století. Dvě centrální ikony – Panna Maria a Ježíš – jsou datovány 1793. Mezi další ikony patří například Panna Maria Rodopská, Jan Křtitel, sv. Mikuláš či sv. Demeter.

### Archandělský kostel

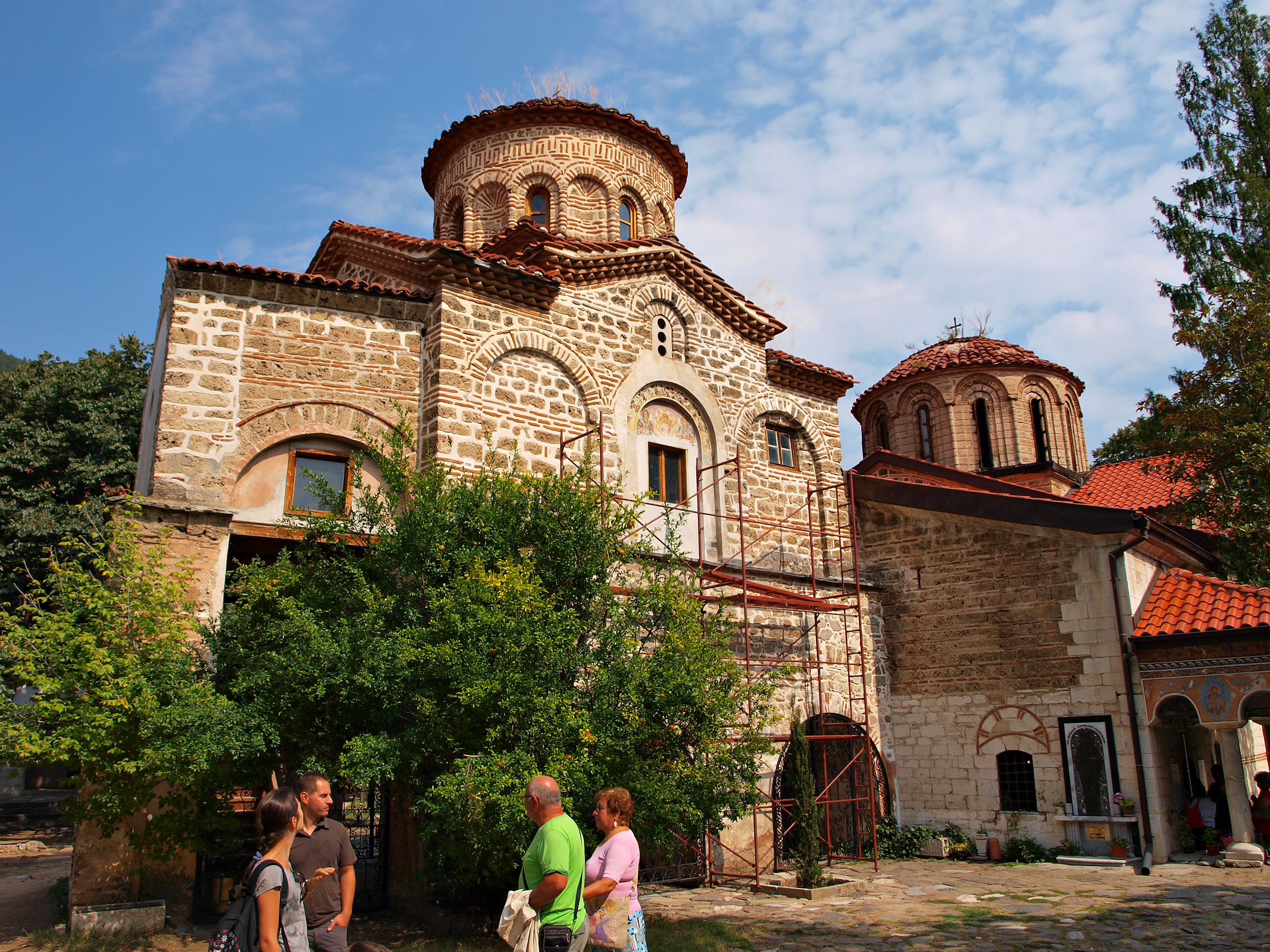
Klášterní kostel svatých archandělůl

Jediná stavba Bačkovského klášterního komplexu, která bez újmy přestála požár v roce 1595 a nachází se přímo v areálu dnešního kláštera, je Archandělský kostel (Crkva sv. Archangeli) pocházející asi z 12. století. Jde tedy o nejstarší budovu vlastního areálu. Zaklenutou předsíň kostela vymaloval v roce 1841 v období bulharského národního obrození bulharský malíř Zacharij Zograf. Vnitřek kostela je dílem mistra Moska z Edirne, který své malby dokončil v roce 1846. K vidění jsou zde mimo jiné působivé fresky Podobenství o bohatém a chudákovi, Deset panen, Chudá vdova a Před prahem smrti.

### Kostel sv. Mikuláše

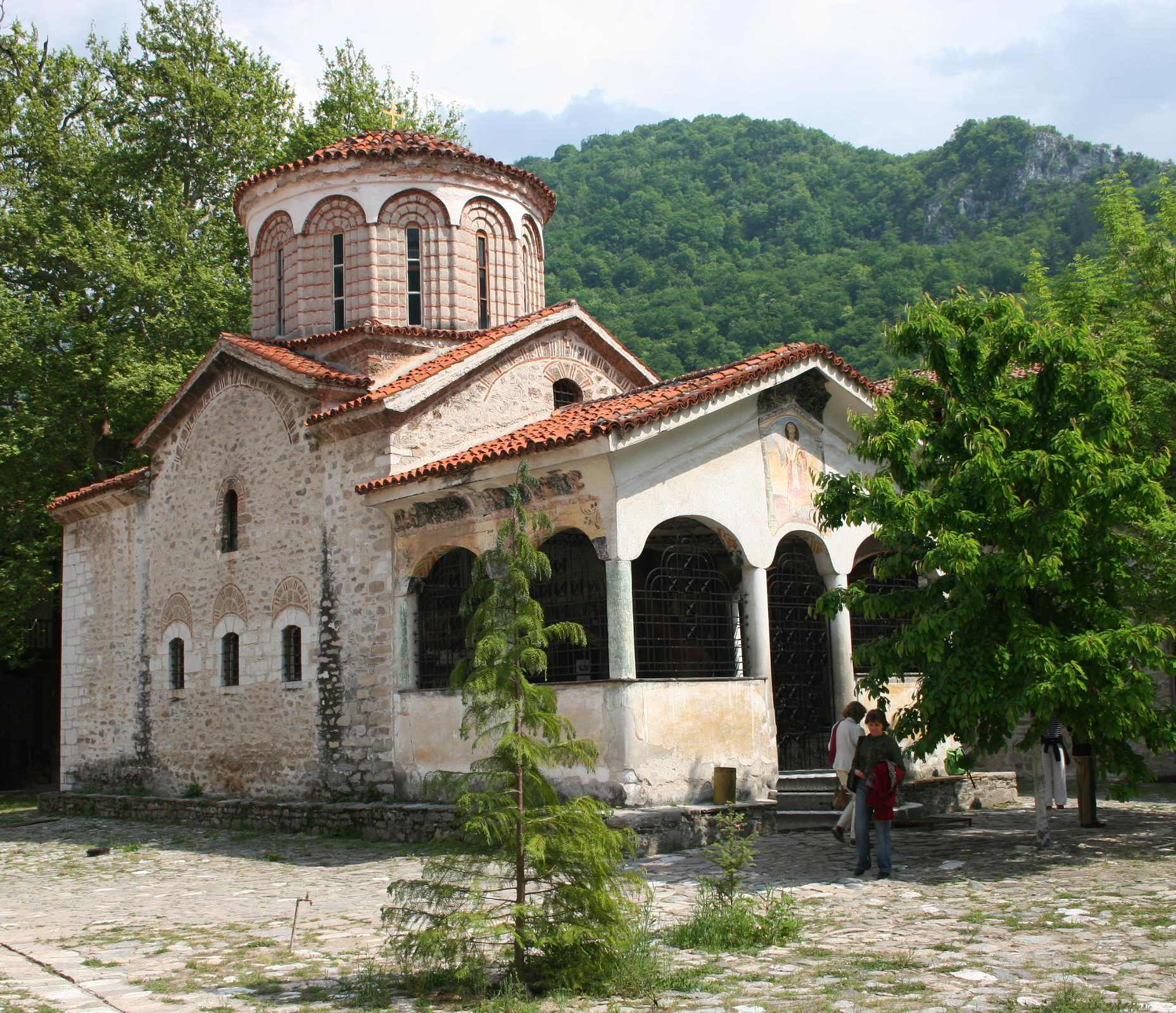
Kostel sv. Mikuláše

Třetím kostelem v areálu kláštera je kostel svatého Mikuláše (Crkva sv. Nikola) dokončený v roce 1846. Také jeho výmalba je dílem Zacharije Zografa. V kostelní předsíni se nacházejí fresky Poslední soud a Ráj, nad nimi je malířův autoportrét a portrét igumena neboli představeného kláštera a jeho zástupce. Za zmínku stojí i fresky Adam a Eva a Zavraždění Abela Kainem.

### Starý refektář

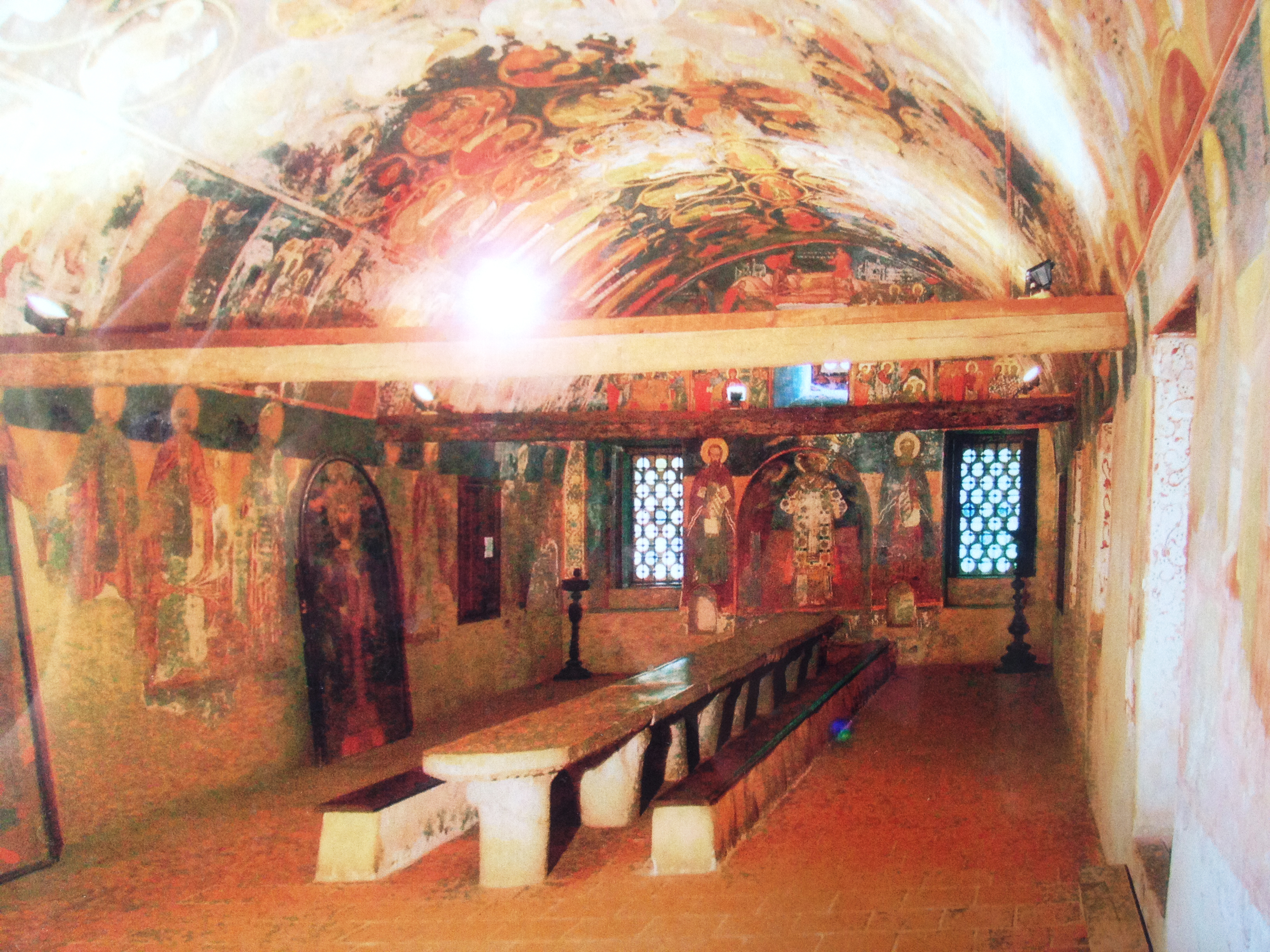
Pohled do starého refektáře

Starý refektář neboli společná jídelna mnichů pochází z roku 1601, kdy byl vybudován coby klášterní kuchyně. Freskami byl vyzdoben až v roce 1643. Na východní straně jsou znázorněny biblické výjevy Poslední soud a Ráj, v apsidě pak Matka Boží sedící. Klenutý strop zdobí takzvaný Jišajův strom neboli Kristův rodokmen počínající Mesiášem. Další fresky ukazují starořecké učence, filozofy a spisovatele, jakož i starozákonní postavy. Za zmínku stojí i dlouhý mramorový jídelní stůl z roku 1601 usazený na osmi kamenných nohách.
Fresky v refektáři prodělaly koncem 60. a začátkem 70. let restauraci, kterou vedl český restaurátor Rajmund Ondráček. Na obnově fresek pracovali i další čeští restaurátoři.
Nástěnná malba, která zdobí vnější stěnu refektáře, zobrazuje dějiny kláštera. Nabízí pohled na klášter s jeho okolím z ptačí perspektivy. Vytvořil ji v roce 1846 malíř Alexi Atanasov, který pocházel z makedonského města Nausa. Jedná se o největší fresku v Bulharsku.